# Самолусківці
Самолу́сківці (Самулузки) — село в Україні, у Гусятинській селищній громаді Чортківського району Тернопільської області. Розташоване на річці Тайна, на сході району. До 2020 адміністративний центр Самолусківської сільської ради.
Населення — 1023 особи (2007).

## Населення

### Мова
Розподіл населення за рідною мовою за даними перепису 2001 року:
| Мова       | Кількість | Відсоток |
| ---------- | --------- | -------- |
| українська | 1056      | 99.72%   |
| російська  | 3         | 0.28%    |
| Усього     | 1059      | 100%     |

## Історія
Перша писемна згадка — 1547 як Сулківці.
Діяли «Просвіта» та інші товариства, кооператива.
12 червня 2020 року, відповідно до розпорядження Кабінету Міністрів України № 724-р «Про визначення адміністративних центрів та затвердження територій територіальних громад Тернопільської області» увійшло до складу Гусятинської селищної громади.
19 липня 2020 року, в результаті адміністративно-територіальної реформи та ліквідації Гусятинського району, село увійшло до складу новоутвореного Чортківського району.

## Політика

### Парламентські вибори, 2019
На позачергових парламентських виборах 2019 року у селі функціонувала окрема виборча дільниця № 610249, розташована у приміщенні будинку культури.
Результати
- зареєстровано 694 виборці, явка 67,58%, найбільше голосів віддано за «Слугу народу» — 30,02%, за Всеукраїнське об'єднання «Свобода» — 17,49%, за «Європейську Солідарність» — 13,82%.[6] В одномандатному окрузі найбільше голосів отримав Микола Люшняк (самовисування) — 33,11%, за Ігоря Сопеля (Слуга народу) — 29,14%, за Степана Брацюня (Конгрес українських націоналістів) — 7,95%[7].

## Пам'ятки
Є церква святого великомученика Димитрія (1889), костьол (19 ст.), капличка Небесної заступниці (мурована, реставрована 1995), 4 «фіґури».
Споруджено пам'ятники: воїнам-односельцям, полеглим у німецько-радянській війні (1965), «Всім, хто загинув у роки лихоліття 1939—1953» (1993),  землякам-емігрантам (2008), споруджений на кошти української меценатки з Канади Стефанії Чупак, батьки якої народилися в Самолусках і виїхали до Канади ще за панської Польщі. Встановлено пам'ятний хрест на пам'ять про померлих від чуми (1896), насипано символічну могилу УСС (1991).
Скульптура Матері Божої з Ісусом на руках
Щойновиявлена пам'ятка історії. Встановлена у 2003 році.
Розміри: висота скульптури — 2,5 м, постамент — 0,85х3х3.

## Економіка
Є відділення зв'язку.

## Освіта
Працюють ЗОШ 1-2 ступенів, а також дошкільний навчальний заклад.

## Культура
У селі Будинок культури та бібліотека.

### Народна культура
Село розташоване у етнографічному регіоні Західне Поділля. У селі є особливий вид нагрудного жіночого одягу без рукавів — байбараки — довгі прямоспинні безрукавки з оксамиту (машестру).

## Охорона здоров'я
У селі є ФАП.

## Відомі люди

### Народилися
- Лев Голик — український військовик, вчений у галузі медицини, доктор медичних наук, професор, замісник головного лікаря по лікувальній частині  центрального військового госпіталю України;
- Степан Турецький — український інженер-будівельник, господарник, громадський діяч, меценат;
- Надія Козак — поетеса. Мешкає у Канаді;
- Микола Супінка — поет;
- Степан Клекот — український футболіст;
- Оксана Танасів —американсько-українська художниця.
- Череватий Ярослав —  військовослужбовець, молодший сержант ЗСУ, бойовий парамедик, учасник російсько-української війни[10][11]

- Михайло Юркевич — скульптор і художник, народився у селі Городниця.

## Галерея

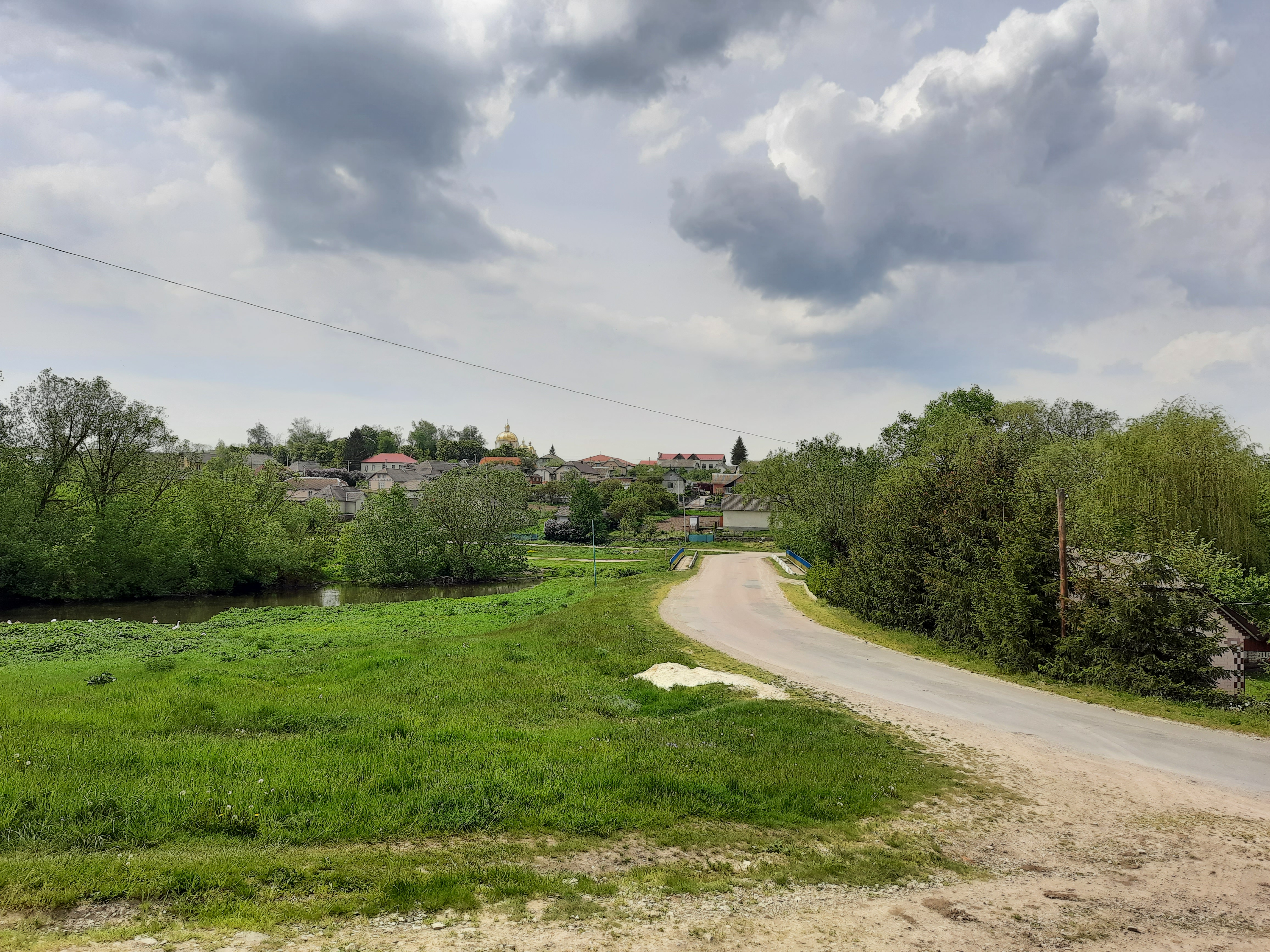
Вигляд на село з пагорба
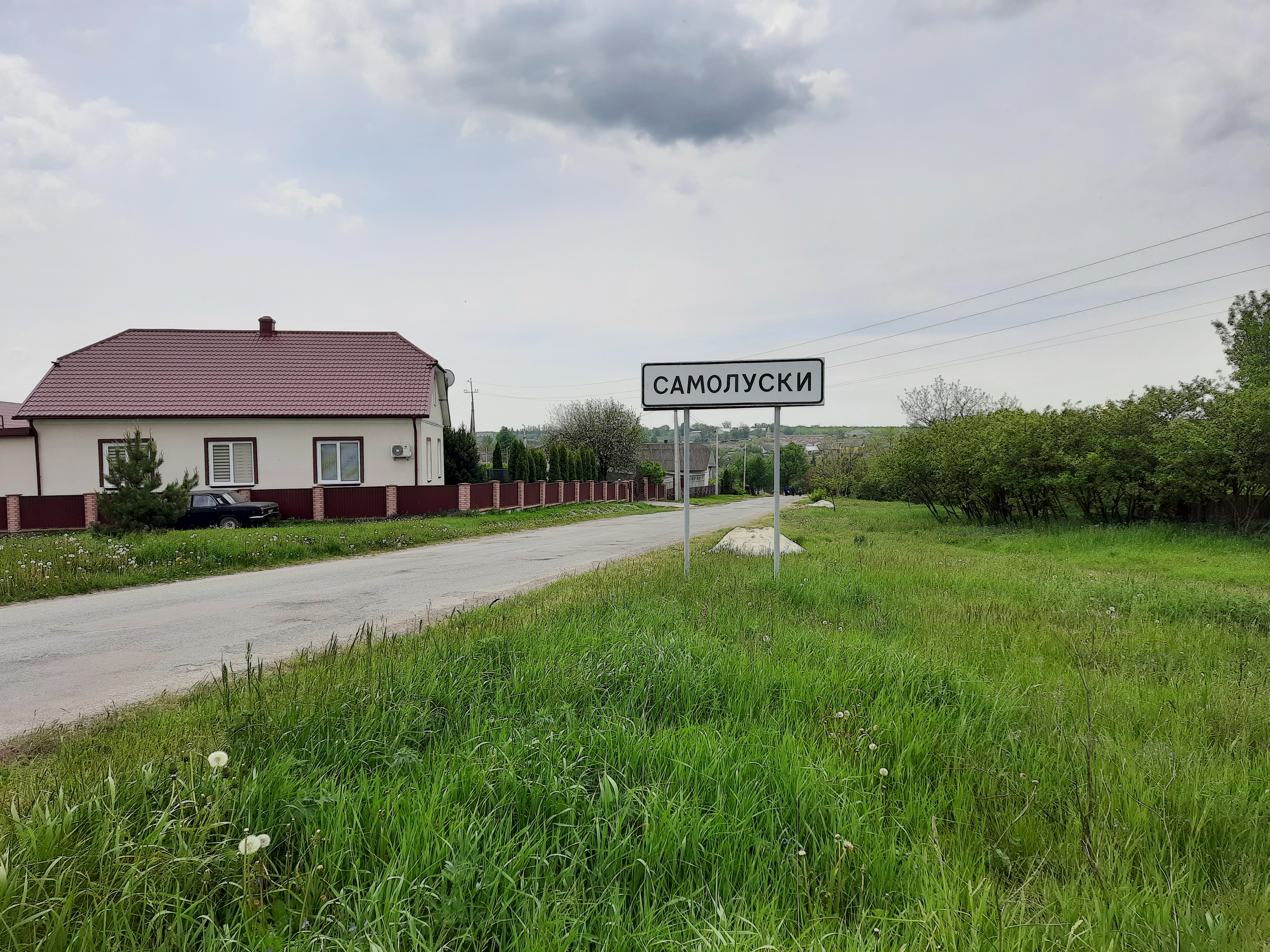
Дорожній знак при в'їзді в село
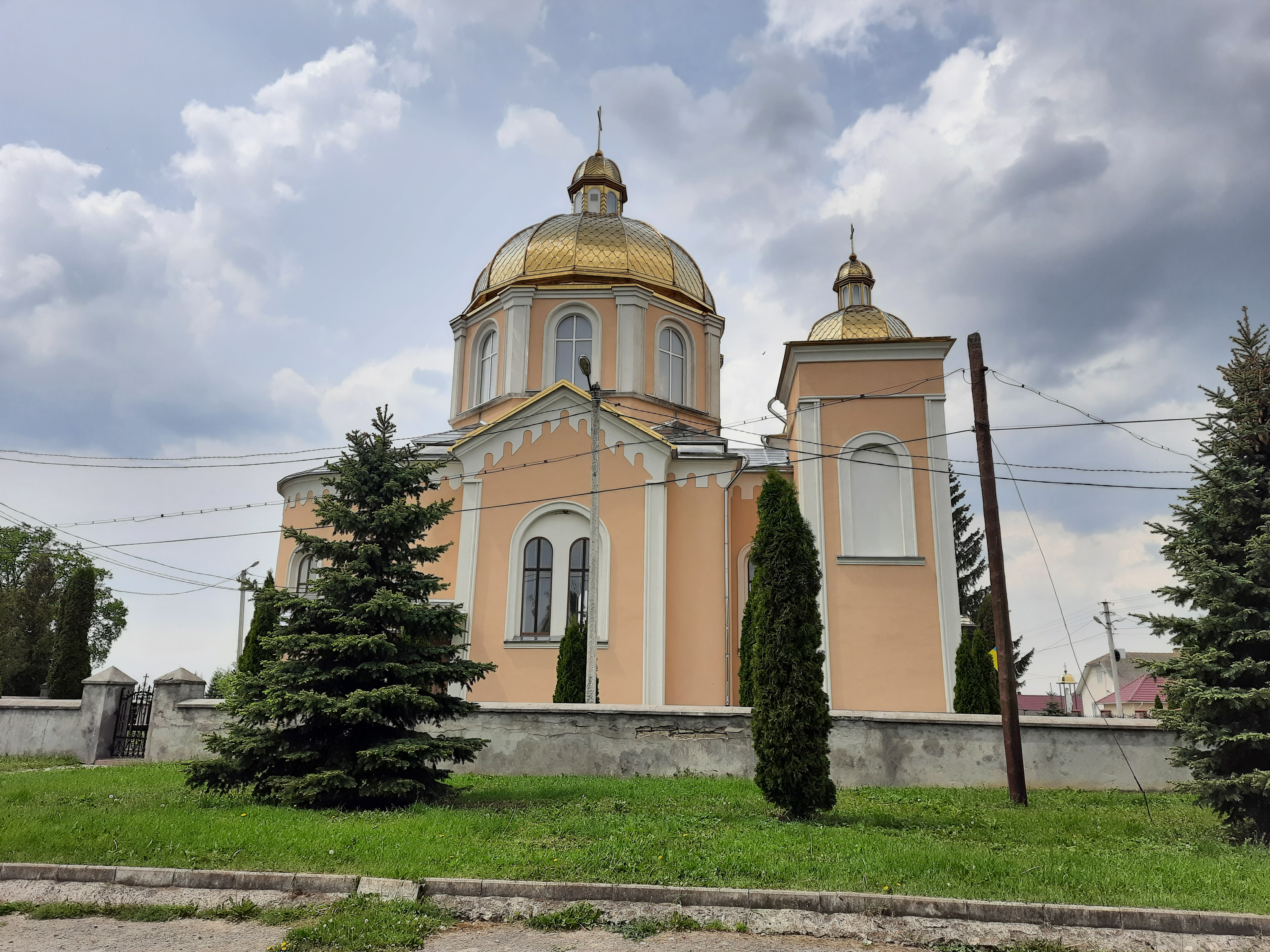
Церква Святого Великомученика Димитрія
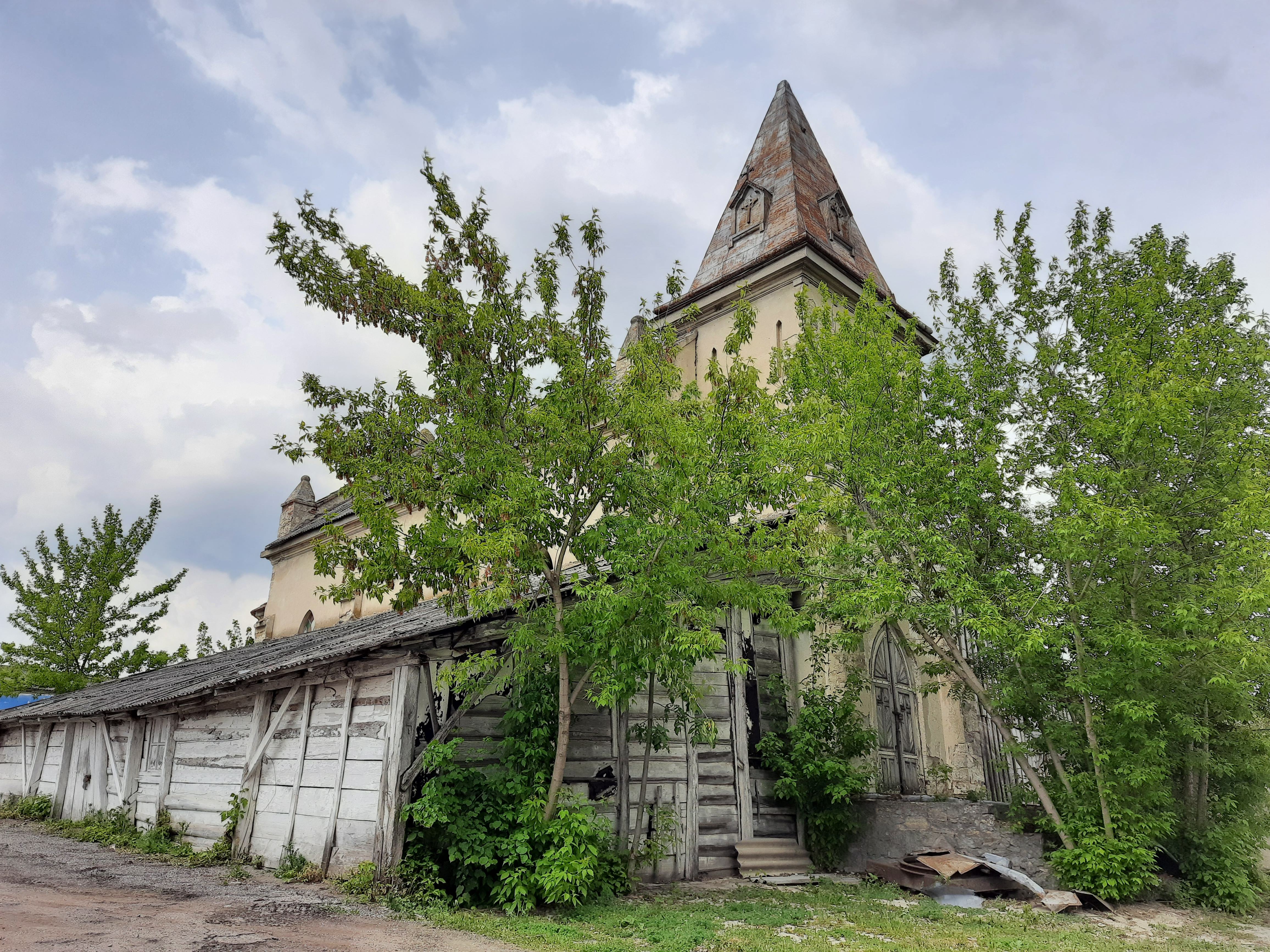
Костел 19ст
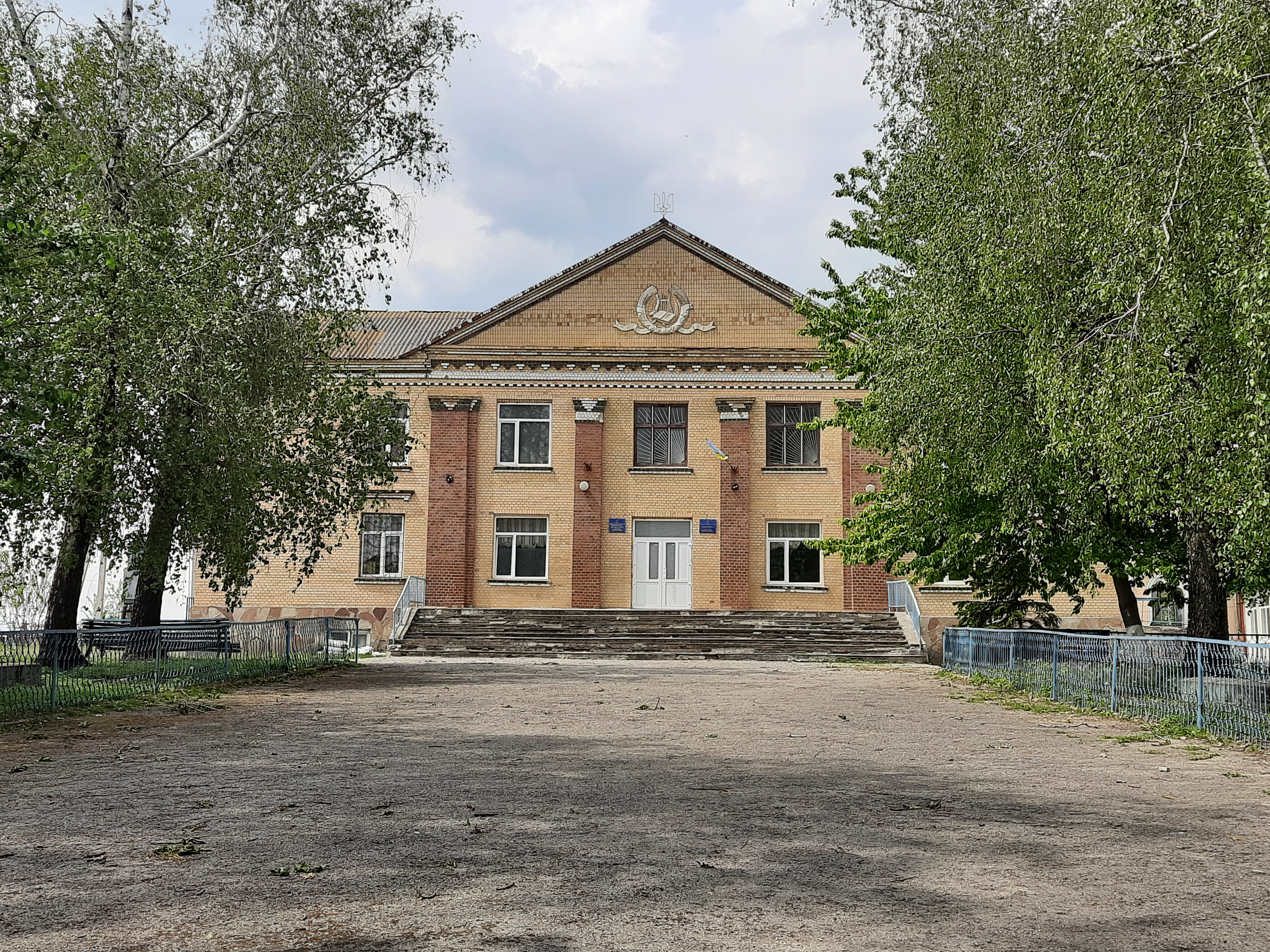
Будинок культури
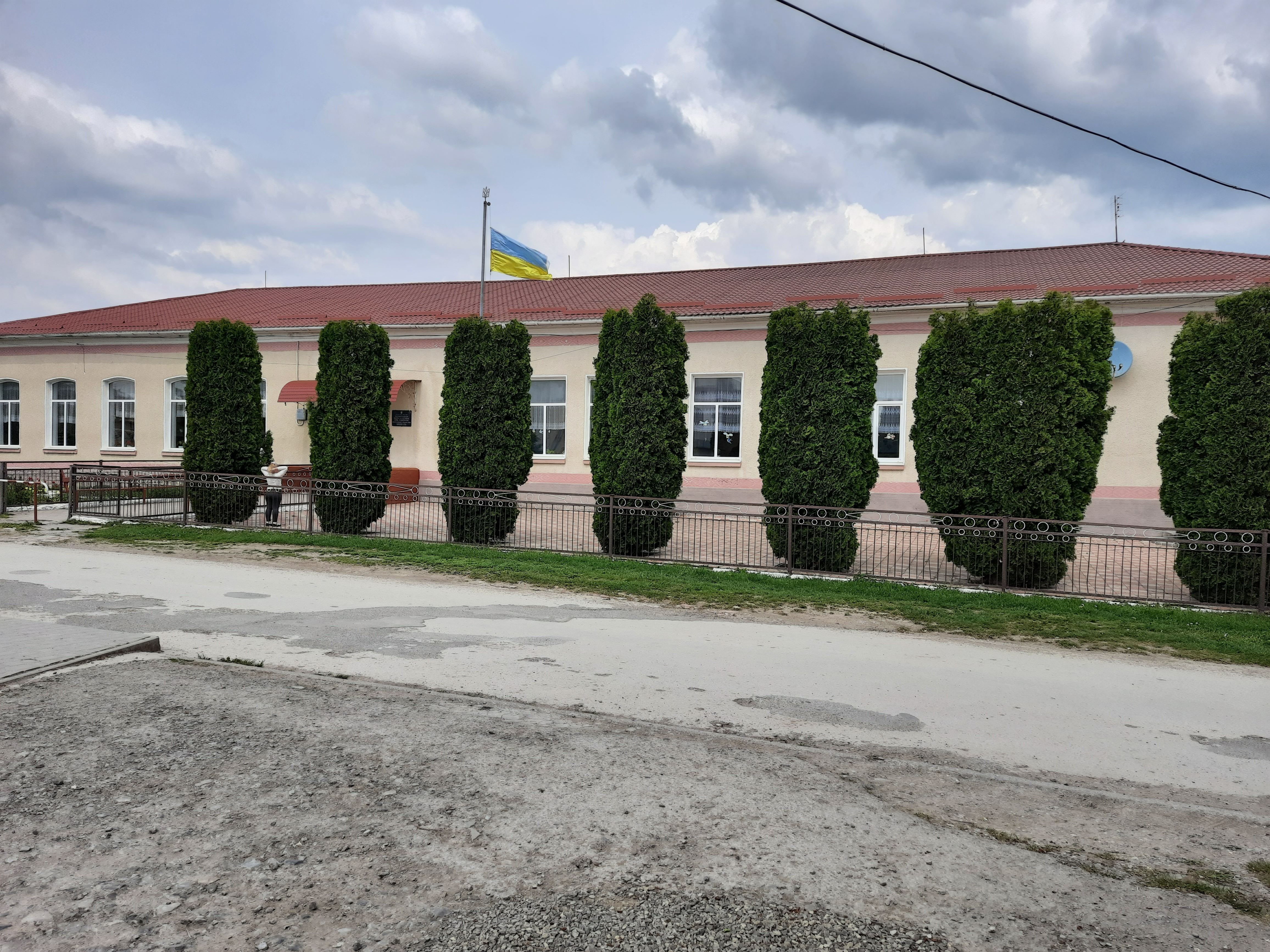
Школа
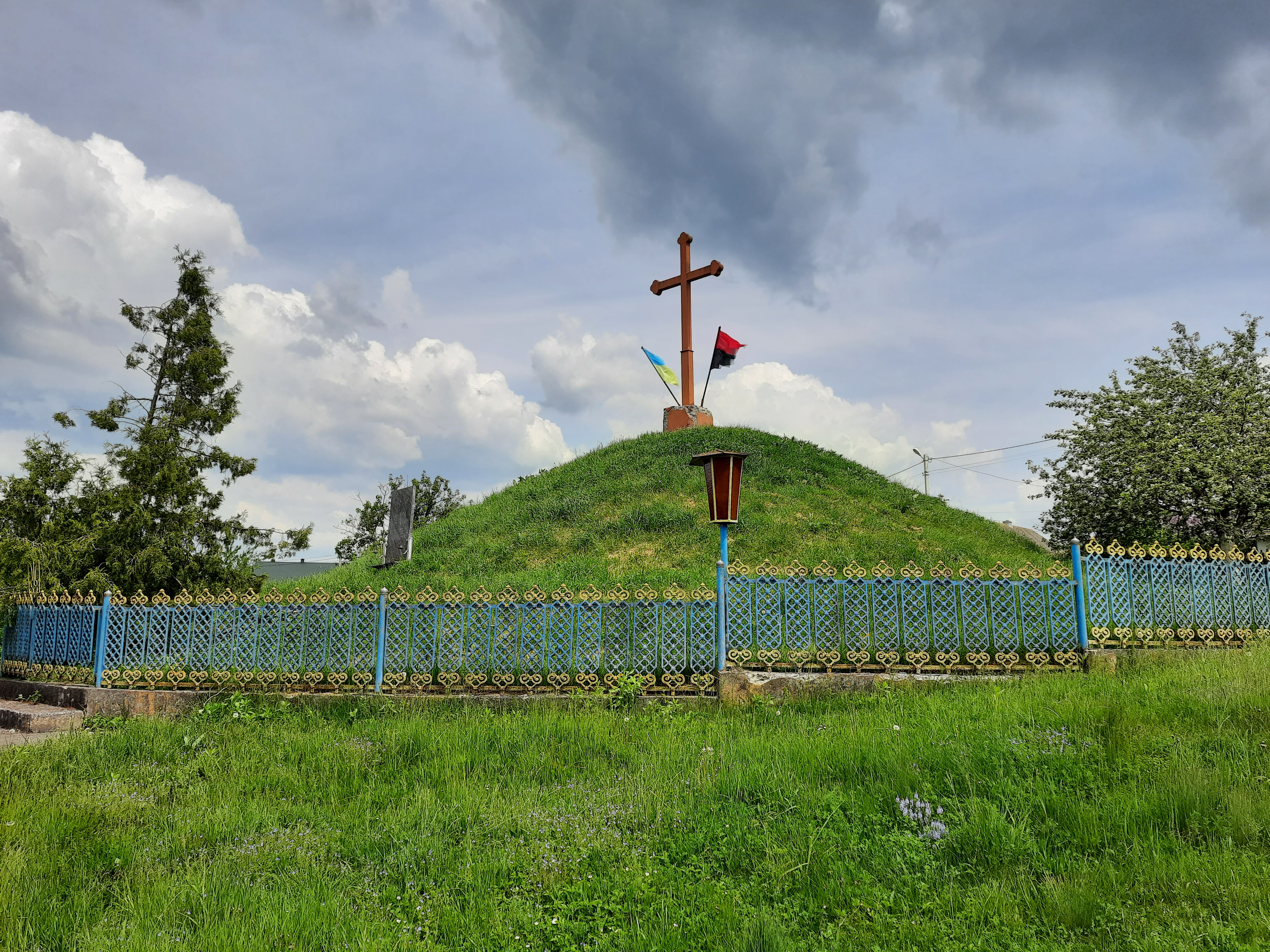
Символічна могила Борцям за волю України.
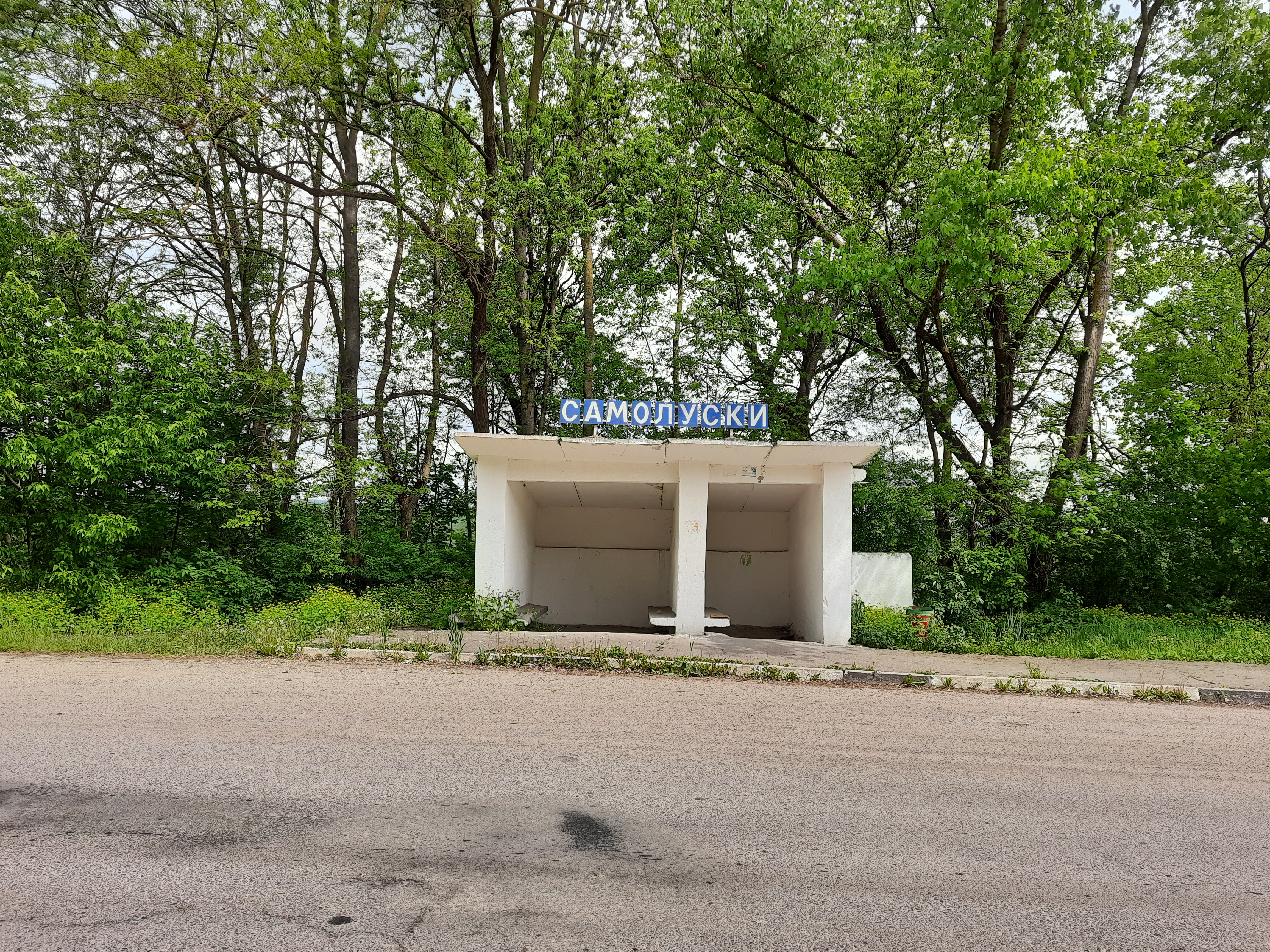
Автобусна зупинка біля села
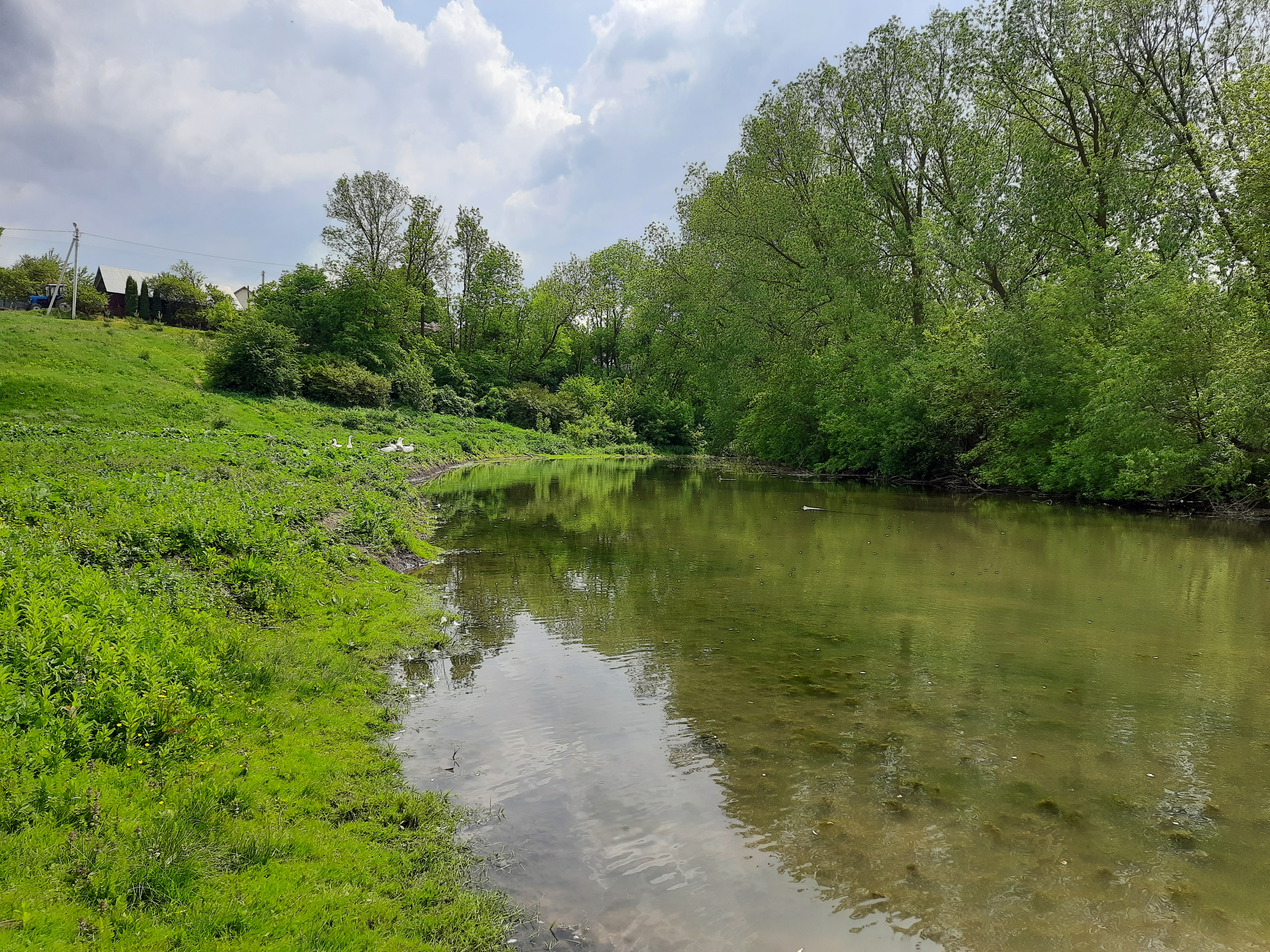
Річка Тайна біля села